# Găiseni, Giurgiu
Găiseni este satul de reședință al comunei cu același nume din județul Giurgiu, Muntenia, România.

## Monumente
- Mănăstirea Strâmbu-Găiseni

 Acest articol despre o localitate din județul Giurgiu este deocamdată un ciot. Puteți ajuta Wikipedia prin completarea lui.